# Bitwa pod Tachovem
Bitwa pod Tachovem (niem. Schlacht bei Mies) – starcie zbrojne, husytów z armią niemieckich krzyżowców, które miało miejsce 4 sierpnia 1427 roku nieopodal czeskich miasteczek Stříbro i Tachov podczas czwartej krucjaty antyhusyckiej.

## Geneza i przebieg
Najazd na Czechy zorganizowano w odpowiedzi na bullę papieża Marcina V. Sejm Rzeszy Niemieckiej wyprawę przeciw husytom uchwalił w kwietniu 1427 roku. Głównym organizatorem krucjaty był legat papieski Henry Beaufort, biskup Winchesteru. Armia niemieckich krzyżowców wkroczyła do Czech w lipcu 1427 roku w dwóch grupach, które wyruszyły z Saksonii i z Bawarii. Siły główne krzyżowców zostały wyposażone (na wzór husycki) w wozy bojowe i artylerię polową.
Jednak na skutek paniki i zamieszania w szeregach uczestników krucjaty w bitwie pod Tachovem ponieśli oni klęskę w starciu z husytami dowodzonymi przez Prokopa Wielkiego. Tuż po bitwie husyci zdobyli miasto (zamek w Tachovie został zdobyty 14 sierpnia), a krzyżowcy rzucili się do ucieczki w stronę granicy, ścigani przez wojska husyckie stracili wielu zabitych oraz sprzęt (wozy i artyleria). Klęska krzyżowców pod Tachovem zakończyła IV krucjatę antyhusycką, po której przez 4 lata nie podejmowano już żadnych działań przeciwko husytom.

## Upamiętnienie
Miejsce bitwy upamiętnione jest pomnikiem na górze Vysoká. Monument wzniesiono w 1972 według projektu Miloslava Hlubca. Pamiątki po bitwie są wystawione w tachovskim zamku oraz w Muzeum Czeskiego Lasu w Tachovie.

## Galeria

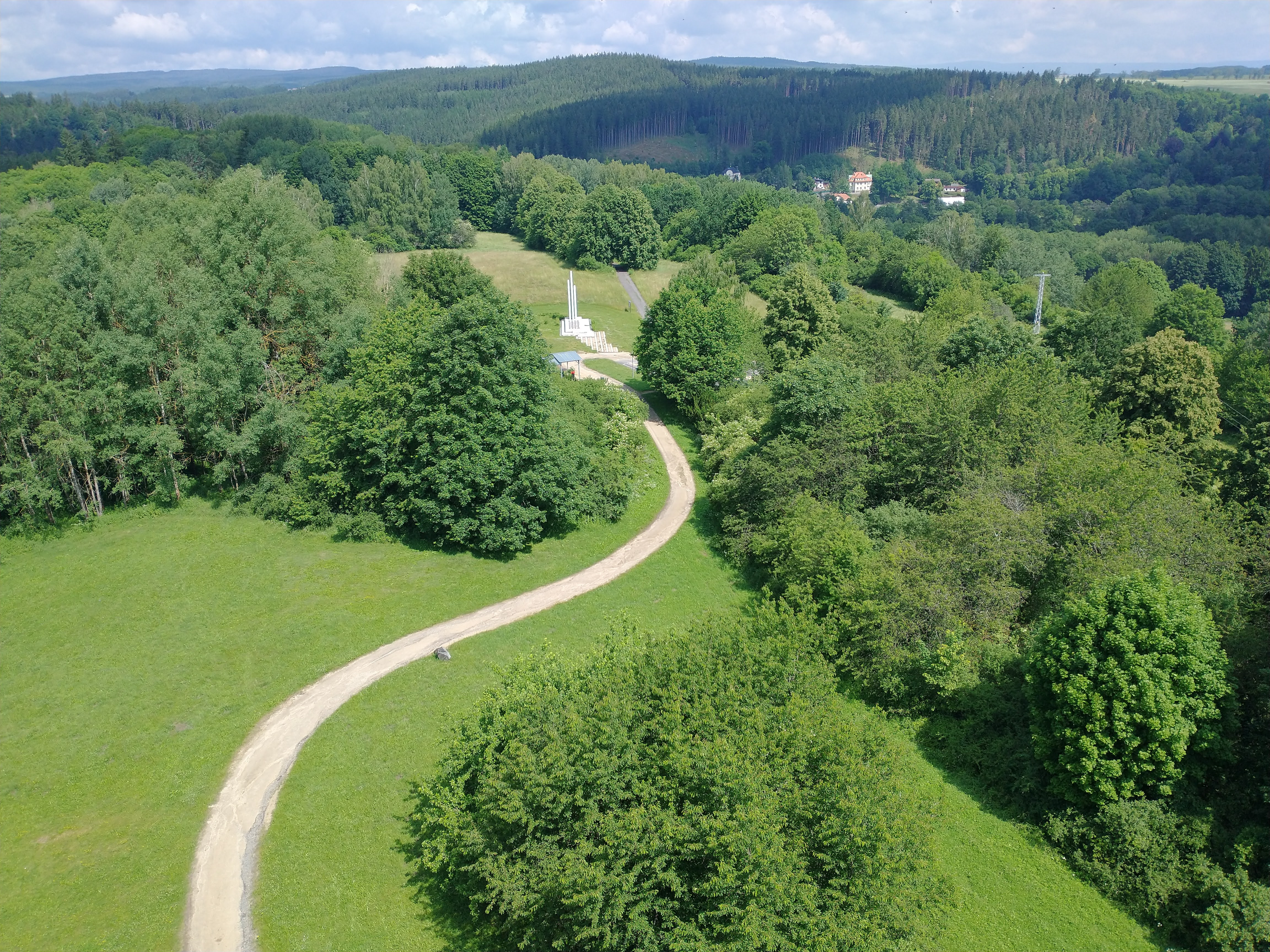
Pole bitwy z wieży widokowej na Vysokiej
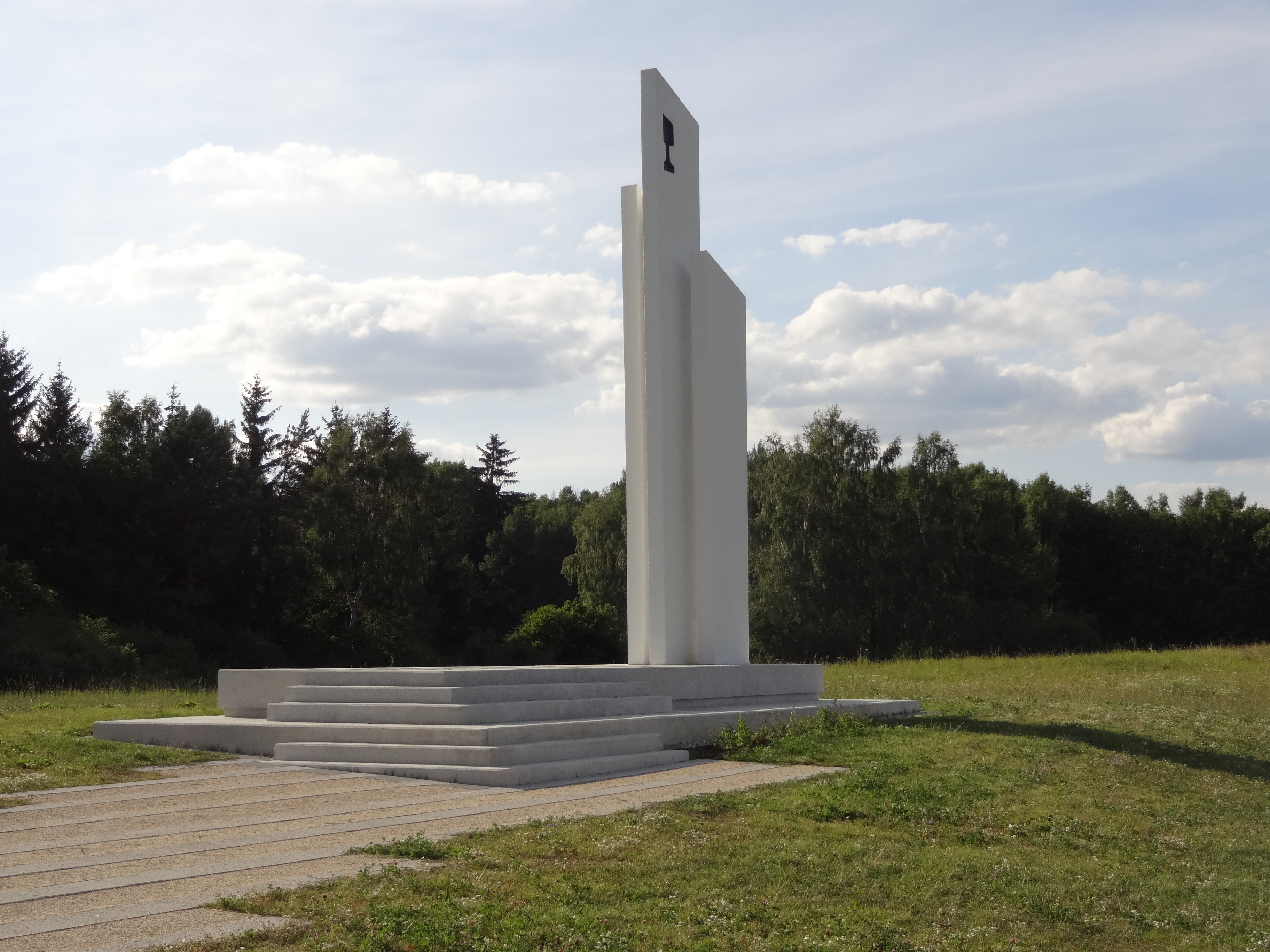
Pomnik upamiętniający bitwę (1972)